# Maria Rosa Tabbuso
Maria Rosa Tabbuso (Santa Elisabetta, 15 gennaio 1970) è un'ex pugile italiana.

## Biografia
Dopo una lunga esperienza con il kickboxing e il fullcontact, si è dedicata al pugilato. Prima che il pugilato femminile fosse ammesso in Italia, nel settembre 2001, si è affiliata alla federazione tedesca e ha combattuto all'estero. Il 29 novembre 2002, a Grosseto, ha conquistato il titolo europeo Ebu dei pesi supermosca, battendo l'ungherese Viktoria Milo. Poi ha difeso il titolo vittoriosamente l'anno seguente, contro l'ungherese Reka Krempf. Il 18 maggio 2007, al PalaCarnera di Udine, ha combattuto per il titolo mondiale dei pesi mosca Wbc, perdendo ai punti, contro l'italiana Stefania Bianchini. È una delle protagoniste del docufilm "Oltre il ring" di Stefano Martufi,
Nathalie Rossetti e Turi Finocchiaro, dedicato ai coniugi Conti Cavini,
suoi ex manager.  Vive a Roma, dove ha un negozio di parrucchiera.